# Фёдор Михайлович (князь белёвский)
Фёдор Михайлович Белёвский (умер после 1459) — верховский удельный князь, младший сын князя Михаила Васильевича Белёвского.

## Биография
После смерти отца, князя Михаила Васильевича, братья Фёдор и Василий Михайловичи получили во владение Белёвское княжество, каждый из братьев владел частью (третью) отцовского княжества, признав свою вассальную зависимость от Великого княжества Литовского.
В 1440-х годах великий князь московский Василий Васильевич Темный конфисковал у братьев Белёвское княжество. Потеряли родовые владение они получили взамен Волоколамск, где находились длительное время. Затем князья Фёдор и Василий Михайловичи смогли вернуть себе белёвский удел.
В апреле 1459 года князья Фёдор и Василий Михайловичи, вместе с князем Иваном Юрьевичем Одоевским принесли вассальную присягу на верность великому князю литовскому и королю польскому Казимиру Ягеллончику.
Князь Фёдор Михайлович Белёвский был убит татарами в Клещене. Его младший брат Василий Михайлович объединил под своей властью всё Белёвское княжество.